# Substitution
Substitution è un singolo del DJ tedesco Purple Disco Machine in collaborazione col DJ francese Kungs, pubblicato il 30 marzo 2023 che vede la partecipazione vocale del cantautore inglese Julian Perretta come estratto dall'album in uscita Paradise.

## Descrizione
Il brano contiene il campione dell’iconica hit “Big in Japan” di Alphaville del 1984 e unisce il sound moderno con quello degli anni 80. Il dj tedesco ha affermato :

## Video musicale
In contemporanea con l’esecuzione della canzone è stato rilasciato anche il videoclip ufficiale del brano, che è stato girato a Marsiglia (Francia), città natale di Kungs. La clip è diretta da Swim Club, regista svedese noto per l’estetica tipica degli anni ’80 

## Classifiche
| Classifica (2023) | Posizione massima |
| ----------------- | ----------------- |
| Austria           | 18                |
| Belgio (Fiandre)  | 2                 |
| Belgio (Vallonia) | 2                 |
| Bielorussia       | 1                 |
| Bulgaria          | 5                 |
| Croazia           | 1                 |
| Estonia           | 6                 |
| Francia           | 26                |
| Germania          | 18                |
| Grecia            | 51                |
| Italia            | 47                |
| Lituania          | 50                |
| Paesi Bassi       | 19                |
| Polonia           | 3                 |
| Russia            | 2                 |
| Svizzera          | 19                |
| Ucraina           | 49                |
| Ungheria          | 7                 |